# 奇克內什蒂鄉

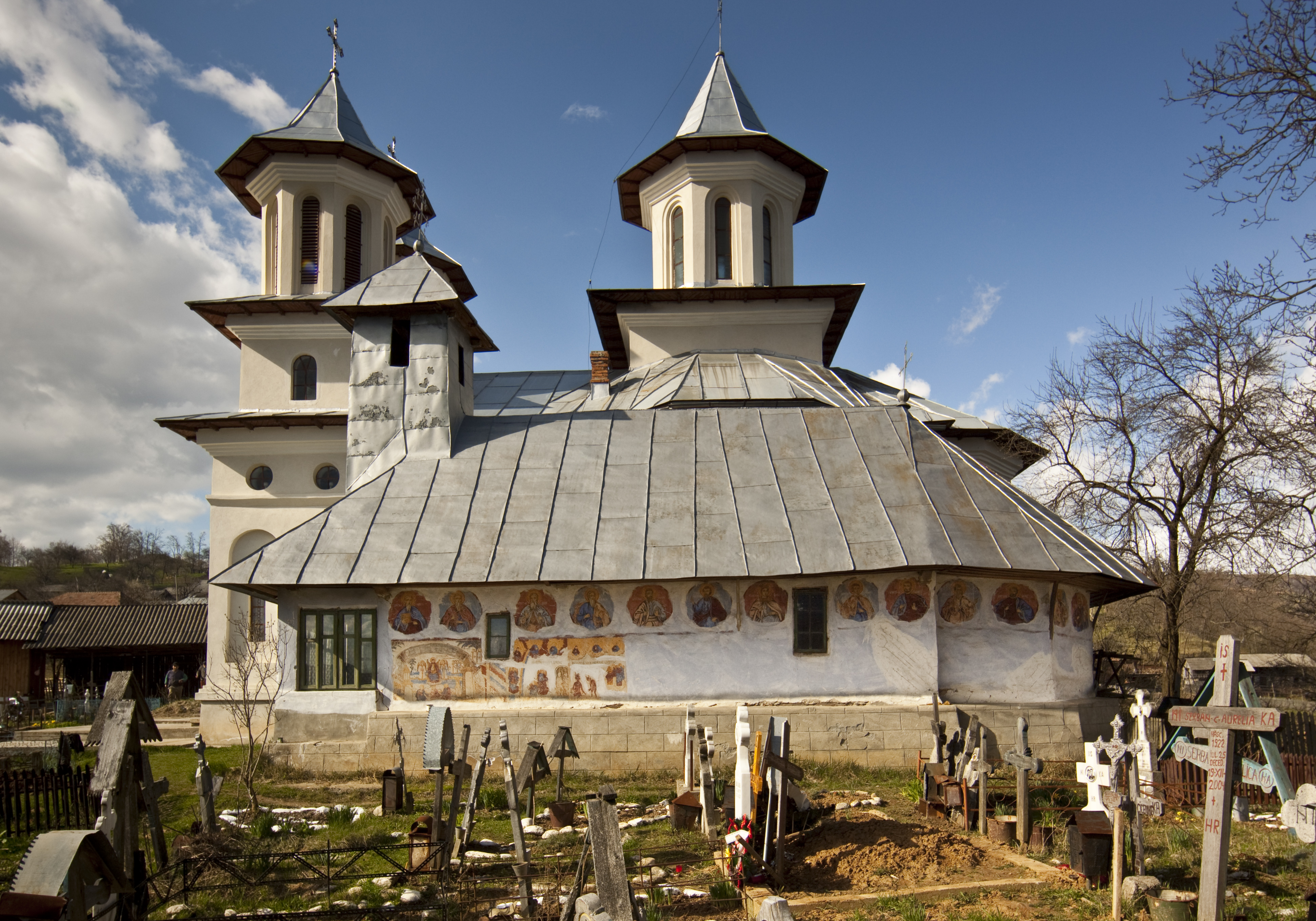
奇克內什蒂鄉

45°15′N 24°38′E / 45.250°N 24.633°E
奇克內什蒂鄉（羅馬尼亞語：Comuna Cicănești, Argeș），是羅馬尼亞的鄉份，位於該國中南部，由阿爾傑什縣負責管轄，面積29平方公里，海拔高度570米，2007年人口2,199，人口密度每平方公里76人。